# Okręg wyborczy Altrincham and Sale West
Okręg wyborczy Altrincham and Sale West powstał w 1945 r. i wysyła do brytyjskiej Izby Gmin jednego deputowanego. Do 1997 r. okręg nosił nazwę Altrincham and Sale. Okręg obejmuje miasto Altrincham i zachodnią część miasta Sale w okręgu miejskim Trafford w hrabstwie Wielki Manchester.

## Deputowani do brytyjskiej Izby Gmin z okręgu Altrincham and Sale West
- 1945–1965: Frederick Erroll, Partia Konserwatywna
- 1965–1974: Anthony Barber, Partia Konserwatywna
- 1974–1997: Fergus Montgomery, Partia Konserwatywna
- 1997-2024: Graham Brady, Partia Konserwatywna
- 2024- : Connor Rand, Partia Pracy